# عشبة القوى الأذينية
عشبة القوى الأذينية (الاسم العلمي:Potentilla stipularis) هي نوع من النباتات تتبع جنس عشبة القوى من الفصيلة الوردية.